# Санакоев, Григорий Константинович
Григорий Константинович Санакоев (17 апреля 1935, Воронеж — 8 октября 2021) — советский и российский шахматист, мастер спорта СССР по результатам заочных соревнований (1965), гроссмейстер ИКЧФ (1984), 12-й чемпион мира в игре по переписке.
Инженер-химик по основной профессии. 4-кратный чемпион Воронежской области в очной игре. Лучшие результаты в игре по переписке: 6-й чемпионат СССР (1963—1964) — 2-е; 6-й чемпионат мира (1968—1971) — 5—7-е; турнир, посвящённый 50-летию Шахматной федерации Румынии (1977—1979) — 1-е; 10-й чемпионат мира (1978—1984) — 3—4-е; командный чемпионат Европы (1977—1982) — 1-е места (в составе сборной команды СССР), 12-й чемпионат мира (1985—1990) — 1-е место.
С 6 по 13 сентября 1997 года представлял Россию на конгрессе Международной федерации шахматистов-заочников (ИКЧФ).
Скончался 8 октября 2021 года.

## Изменения рейтинга
| Графики недоступны из-за технических проблем. См. информацию на Фабрикаторе и на mediawiki.org. |

## Книги
- Третья попытка. 60 лучших партий чемпиона мира по заочным шахматам. Москва : Русский шахматный дом, 2012. ISBN 978-5-94693-261-5.